# Молтон (Техас)
Молтон (англ. Moulton) — місто (англ. town) в США, в окрузі Лавака штату Техас. Населення — 854 особи (2020).

## Географія
Молтон розташований за координатами 29°34′20″ пн. ш. 97°8′48″ зх. д. / 29.57222° пн. ш. 97.14667° зх. д. (29.572206, -97.146552).  За даними Бюро перепису населення США в 2010 році місто мало площу 2,16 км², уся площа — суходіл.

## Демографія
Згідно з переписом 2010 року, у місті мешкало 886 осіб у 377 домогосподарствах у складі 220 родин. Густота населення становила 410 осіб/км².  Було 474 помешкання (219/км²).
Расовий склад населення:
| - 84,5 % — білих - 0,7 % — чорних або афроамериканців - 0,1 % — азіатів - 13,4 % — осіб інших рас |

До двох чи більше рас належало 1,2 %. Частка іспаномовних становила 21,4 % від усіх жителів.
За віковим діапазоном населення розподілялося таким чином: 20,3 % — особи молодші 18 років, 54,0 % — особи у віці 18—64 років, 25,7 % — особи у віці 65 років та старші. Медіана віку мешканця становила 47,3 року. На 100 осіб жіночої статі у місті припадало 84,6 чоловіків;  на 100 жінок у віці від 18 років та старших — 82,9 чоловіків також старших 18 років.
Середній дохід на одне домашнє господарство  становив 56 878 доларів США (медіана — 47 917), а середній дохід на одну сім'ю — 66 451 долар (медіана — 64 625). За межею бідності перебувало 15,8 % осіб, у тому числі 18,6 % дітей у віці до 18 років та 22,1 % осіб у віці 65 років та старших.
Цивільне працевлаштоване населення становило 417 осіб. Основні галузі зайнятості: освіта, охорона здоров'я та соціальна допомога — 19,9 %, виробництво — 18,5 %, мистецтво, розваги та відпочинок — 17,3 %.